# Joyce (Familie)

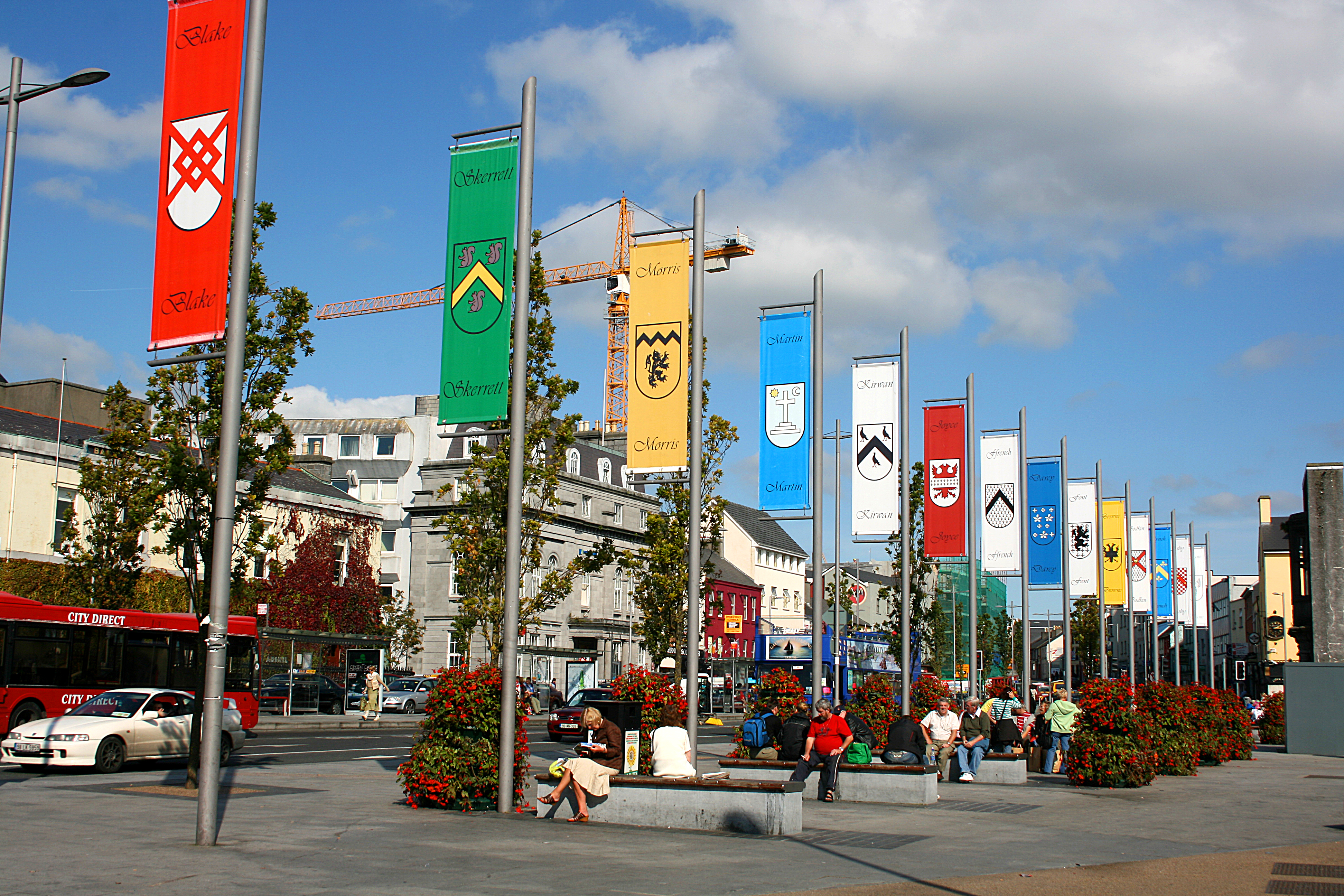
Die Fahnen der Tribes am Eyre Square in Galway

Die irische Familie Joyce (irisch Seoige) stammt aus England und kam während der Regierungszeit von Edward I. (1272–1307) nach Irland. Dort gelangte sie in den Besitz großer Flächen in der „Baronie of Ross“, in den Countys Galway und Mayo, die auch „Joyce Country“ genannt wird. Die Familie gehört zu jenen 14 Familien, die die Stämme von Galway (englisch Tribes of Galway) genannt werden und über Jahrhunderte die Stadt Galway und das Umland im irischen County Galway beherrschten.
Die Galwayer Familie stammt aus der englischen Unterschicht wurde allerdings mit einem walisisch-britischen Prinzen namens Thomas Joyes verbunden. Thomas Joyes war auch der Name des ersten Joyce der 1283 nach Irland kam. Er kam mit einer Flotte in Thomond in Munster an und heiratete Onorah O’Brien, die Tochter eines Clanchefs der O’Brien und ging mit ihr in den Westen von Connacht. Hier erwarb er beträchtliche Flächen, die seine Nachkommen noch heute besitzen.
Sein Sohn erweiterte die Besitzungen. Die Joyce waren für ihre außergewöhnliche Statur bekannte Männer, die Jahrhunderte den gebirgigen Bezirk Duthaidh Sheodhoigh bewohnten, der die Baronie of Ross in der Grafschaft Galway bildet, und für den sie zunächst dem O’Flahertys zinspflichtig waren.
Walter Jorz, Jorse oder Joyce, der Bruder von Thomas Joyce, 1305–1310 Kardinal von Santa Sabina, war von 1307 an Erzbischof von Armagh. Er trat 1311 zurück. Der erstere war Beichtvater von Edward II. und Autor mehrerer Schriften. Roland Jorz wechselte 1322 nach Canterbury und später nach York. Henry Joyce war 1542 bis 1543, der einzige Joyce, der Bürgermeister von Galway war.
Die Joyce gediehen im County Galway und in Foxford in Mayo. Die Familie war auch in Mervue in der Nähe von Galway und in Woodquay in der Stadt Galway prominent.
Wie oder ob die Familie mit dem Schriftsteller James Joyce verwandt ist, ist unbekannt.
Ein Kreisverkehr in Galway ist nach der Familie benannt.